# Античност
Античността̀ (на латински: antiquitas) е период от историята на Средиземноморието, обхващащ приблизително времето от VIII век пр. Хр. до VI век сл. Хр.
По време на тази епоха се развиват две големи цивилизации – древногръцката и римската и са положени основите на всяка една област на човешкия живот – строителство, архитектура, търговия, занаяти, бит и култура.
Разнообразните постижения на елинския свят са наследени от Древен Рим, който ги използва, но и издига на нова, по-висока степен.
Античността се цени заради своето богато съдържание, както и за продължителното благотворно въздействие върху следващите епохи. Много специалисти определят епохата на античността като една от най-великите епохи в историята на човечеството.

## Периодизация
- Микенска епоха – (XV – XII в. пр.Хр. ) - нар.още Ахейска по името на ахейските племена, установили се в Древна Елада през второто хил. пр.Хр.)
- Геометрична епоха – (XI – VIII в. пр.Хр.) - наименованието идва от характерните за времето  геометрични елементи в живописта и в изображенията върху керамичните съдове. Периодът е  назоваван още и Омиров период, тъй като в края му се ражда поезията на първия античен автор  – Омир. В края на периода се полага и традицията на олимпийските игри, които от 776 г.  пр.Хр. добиват статута на общогръцки празненства. Заражда се епосът като литературен род.
- Архаика – (VII и VI век пр.Хр.) – носи името си от примитивния, архаичен начин на  изобразяване на човешкото тяло в скулптурните фигури в сравнение с по-късните времена.  Известна е още и като епоха на Голямата колонизация, тъй като елините интензивно се  разселват по средиземноморските острови, като по този начин ги колонизират. Възниква  лириката като литературен род. Установява се постепенно и полисната система – система от  самостоятелни административни центрове, наречени полиси. Те имат характер на градове-държави и включват градско пространство и прилежащите в близост земеделски земи. Символи  на полиса са агората (площадът) и акрополът (крепостното съоръжение на града).
- Класика – (V – началото на IV век пр.Хр.) – най-високият стадий в развитието на елинската култура. Наименованието му идва от латинската дума classicus, която означава образцов, тъй  като създаденото през този период се възприема от следващите епохи като пример и образец за  подражание. Появява се драмата като литературен род. Това е време на интензивен  политически живот и на установяване на атинската демокрация. В края на класическия период се  разпада системата на полиса и отстъпва на монархията – държавата на Филип Македонски и на  наследника му Александър Македонски.
- Елинизъм – (IV – I век пр.Хр.) - свързан с разселването на изток и на юг. Това е време на  науките и мащабните проекти. Плод на този период са две от чудесата на света – Родоският  колос и фарът на остров Фарос.
- Елино-римският период – (I век пр.Хр. и приключва с две важни за европейската история  дати – 476 г., когато пада Западната Римска империя, и 529 г., когато Академията, основана от  древногръцкия философ Платон, е затворена по нареждане на римския император Ю. Велики) -  гръцката и римската култура в тази епоха са в активен обмен.

## Хронология в България
Късната античност (ІV – VІ в.) е период от Античността, характерен с отбранителна и укрепителна дейност във връзка с „варварските нашествия“. Строени са мощни крепости и отбранителни съоръжения. Градовете са укрепвани с крепостни стени. Строят се нови пътища от здрава каменна настилка, с цел по-бързото придвижване на римската войска.

### Благоевград
В землището на община Благоевград са регистрирани 90 антични обекта. Констатирано е силно увеличаване на броя на селищата през тази епоха. Около едно основно селище с големи размери и добро местоположение са разположени няколко „сателитни“ поселения с по-малки размери. Освен селищата се появяват градища, крепости, църкви (базилики), единични постройки, надгробни могили, зидани гробници и плоски некрополи.
Крепостите са разположени на стратегически позиции, по долината на Струма и по долините на притоците ѝ, където са минавали античните пътища. Локализацията на регистрираните обекти показва, че долините на малките речни притоци са били активно ползвани като пътища, свързващи долината на Струма с долината на Вардар. Долината на река Дренковска, минаваща през землището на село Дренково, е била може би важна пътна артерия, свързваща селищата от долината на Струма с големия административен център Пауталия.
Античното селище, на мястото на което е разположен днешният Благоевград, е известно с името Скаптопара – по т. нар. Скаптопаренски надпис (датиран от 238 г.), намерен в квартал Грамада.
От късната античност е проучената в село Дренково квадратна сграда с отбранителни полукръгли кули в четирите ъгъла. Сградата е обект за културно-исторически туризъм.
През IV–VI в. се наблюдава усилено строителство на църкви тип базилики, свързани с приемането на новата християнска религия. От този период е базиликата в квартал Струмско.